# Erbivoro

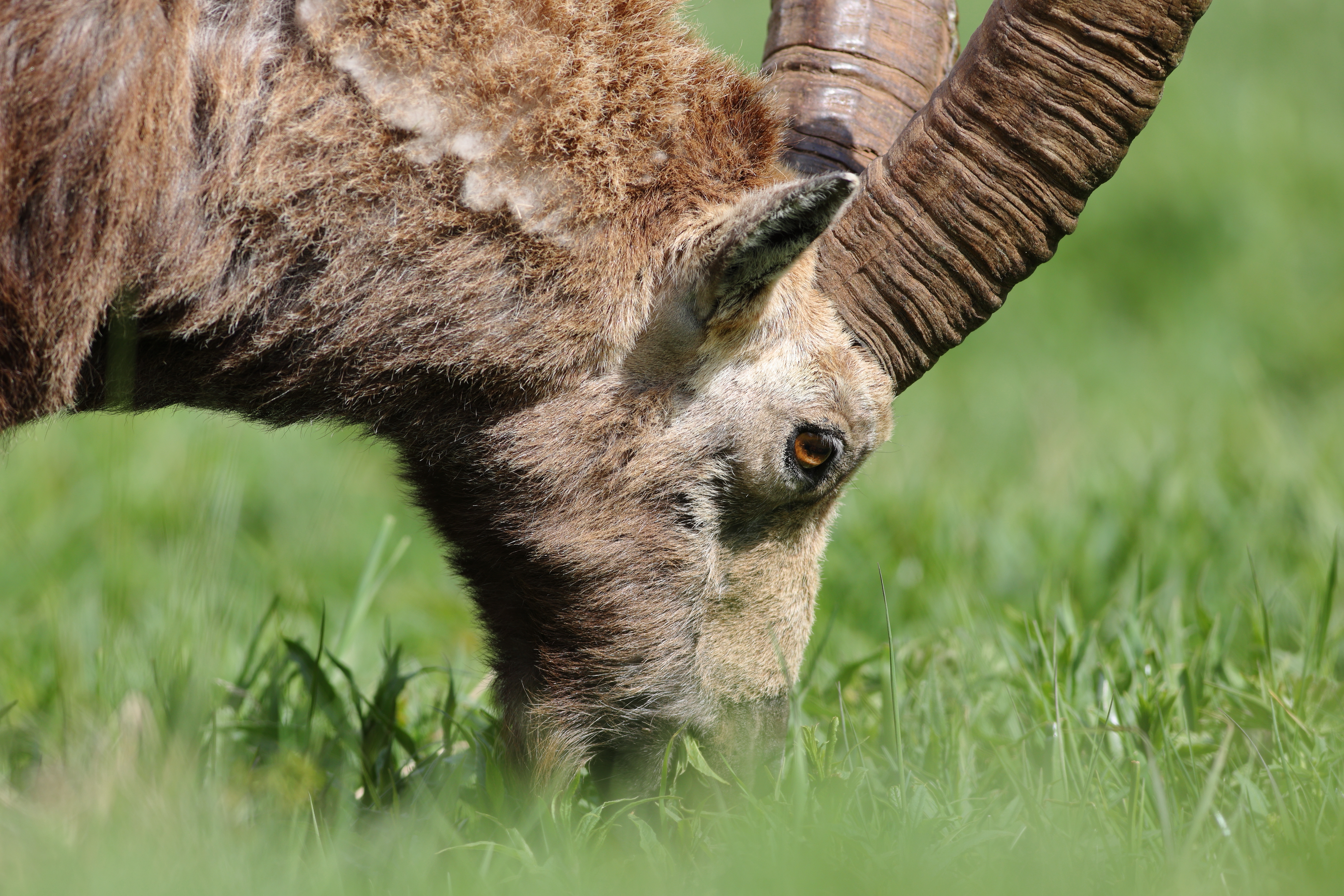
Stambecco nel parco nazionale del Gran Paradiso

In zoologia è definito erbivoro un organismo che si nutre prevalentemente di materia organica vegetale vivente, ovvero di produttori. L'erbivoria, in ecologia è la forma tipica di nutrizione dei consumatori primari nella rete delle piramidi alimentari. Altri consumatori della rete possono nutrirsi di carne (di consumatori primari o successivi, e di decompositori), mentre i decompositori si alimentano di feci, organismi morti, eccetera.

## Definizioni
Oltre che le foglie, l'erbivoria comprende l'ingestione di una qualsiasi parte dei produttori autotrofi (radici, frutta, nettare, linfa elaborata), o gli interi produttori stessi (cianobatteri, altre alghe uni e pluricellulari, organismi della microflora).

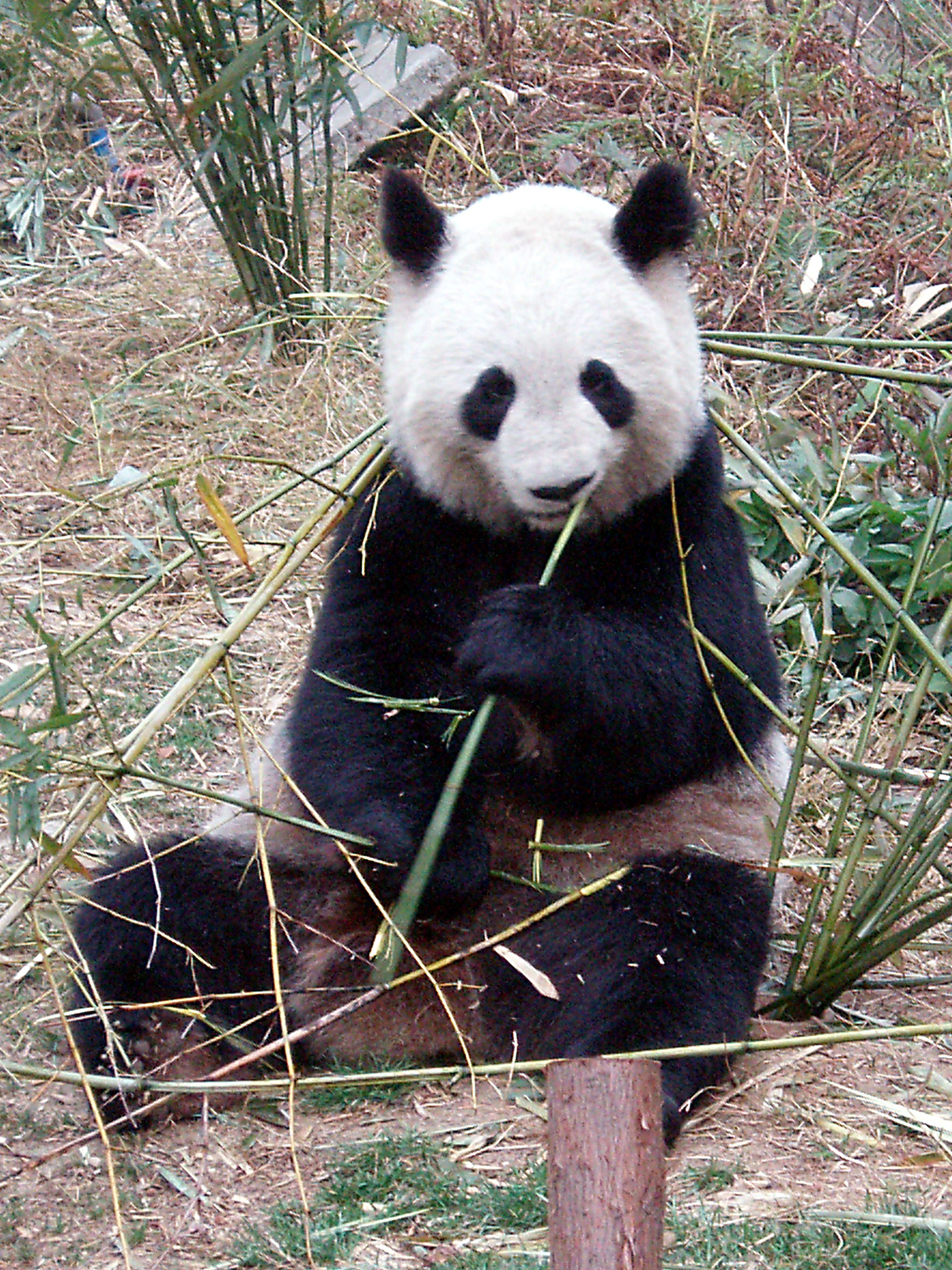
Panda che si nutre di bambù

Il ruolo funzionale dell'erbivoro nella catena alimentare è quello di trasformare le molecole vegetali (cellulosa, amido), in molecole animali (glicogeno), che poi potranno essere assimilate dai carnivori o dai decompositori. La loro efficienza di assimilazione è molto bassa a causa della loro posizione anteriore nella catena. La dieta degli animali erbivori varia a seconda delle stagione in base, principalmente, alla disponibilità di cibo, dato che sono disponibili diversi tipi di cibo di origine vegetale a seconda della stagione. L'erbivoro non può essere considerato un predatore di piante, dato che spesse volte manca l'uccisione a causa dell'interazione (le piante possono sostituire una parte amputata, non senza conseguenze per il loro organismo), senza contare che in genere le dimensioni di preda e predatore, sono molto variabili, e quindi non è sempre il primo ad essere in media più grande del secondo.
Gli erbivori possono essere ulteriormente distinti in:
- Frugivori[4]: che si nutrono principalmente di frutti
- Folivori[5]: che si nutrono principalmente di foglie

Questa classificazione non è universale, in quanto è fenomeno comune che gli uni o gli altri si nutrano anche di altre parti vegetali, specialmente il fusto (di piante erbacee), le radici e i semi. Nei mammiferi poi, si possono distinguere due diversi gruppi di erbivori
- Monogastrici[6]: in cui lo stomaco presenta una sola sacca, all'interno della quale ha luogo la digestione chimica ed enzimatica. A questo gruppo appartengono gli Equidi e i roditori.
- Poligastrici o ruminanti: presentano lo stomaco composto da quattro diverse sacche: rumine, reticolo, omaso ed abomaso (che è l'equivalente dello stomaco dei monogastrici in quanto l'unico dotato di mucosa gastrica). A questo gruppo appartengono i Camelidi (dotati di uno stomaco a tre sacche) ed i Ruminanti in senso stretto (Bovidi, Cervidi, Giraffidi, etc.). I poligastrici hanno una migliore capacità di digerire alimenti vegetali grazie alla ruminazione e alla digestione microbica, che ha luogo nel rumine

## Impatti

### Cascate trofiche e degrado ambientale
Quando gli erbivori sono colpiti da cascate trofiche, le comunità vegetali possono essere indirettamente colpite. Spesso questi effetti si fanno sentire quando le popolazioni di predatori diminuiscono e le popolazioni di erbivori non sono più limitate, il che porta a un'intensa raccolta di erbivori che può sopprimere le comunità vegetali. Con le dimensioni degli erbivori che influiscono sulla quantità di assunzione di energia necessaria, gli erbivori più grandi hanno bisogno di nutrirsi di piante di qualità superiore o più per ottenere la quantità ottimale di nutrienti ed energia rispetto agli erbivori più piccoli. Degrado ambientale da cervo dalla coda bianca (Odocoileus virginianus) nei soli Stati Uniti ha il potenziale sia per cambiare le comunità vegetative attraverso un'esplorazione eccessiva che per progetti di ripristino forestale che costano fino a 750 milioni di dollari all'anno. Un altro esempio di cascata trofica che coinvolge le interazioni pianta-erbivoro sono gli ecosistemi della barriera corallina. I pesci erbivori e gli animali marini sono importanti pascolatori di alghe e, in assenza di pesci che si nutrono di esse, di conseguenza le alghe prosperano molto e privano i coralli della luce solare.

### Impatti economici
I danni alle colture agricole della stessa specie ammontano a circa 100 milioni di dollari ogni anno. Anche i danni alle colture degli insetti contribuiscono in gran parte alle perdite annuali delle colture negli Stati Uniti.

### Benefici ambientali
Secondo uno studio pubblicato nel 2021 sul Journal of Applied Ecology effettuato dai ricercatori del German Centre for Integrative Biodiversity Research i grandi erbivori selvatici e domestici che pascolano riducono il rischio incendi e mitigano i danni.

## Tipologie principali
| Famiglia                                                                                                | Esempio          |
| --- | ---------------- |
| Bovidi                                                                                                  | Toro             |
| Camelidi                                                                                                | Cammello         |
| Cervidi                                                                                                 | Cervo            |
| Giraffidi                                                                                               | Giraffa          |
| Insetti                                                                                                 | Ape              |
| Equidi                                                                                                  |                  |
| Lagomorfi                                                                                               | Lepre            |
| Marsupiali                                                                                              | Canguro          |
| Pachidermi                                                                                              | Elefante         |
| Pesci erbivori tra cui: - Acanthuridae - Blenniidae - Ephippidae - Pomacentridae - Scaridae - Siganidae | Acanthurus sohal |
| Primati                                                                                                 | Gorilla          |
| Roditori                                                                                                | Topo             |
| Uccelli                                                                                                 | Anatra           |